# Munt (betaalmiddel)

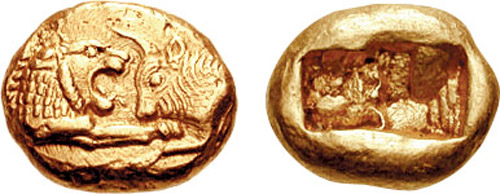
Lydische munt uit de tijd van koning Kroisos (ca. 550 v.Chr.) met 'protomos' (voorstuk) van een leeuw en een stier

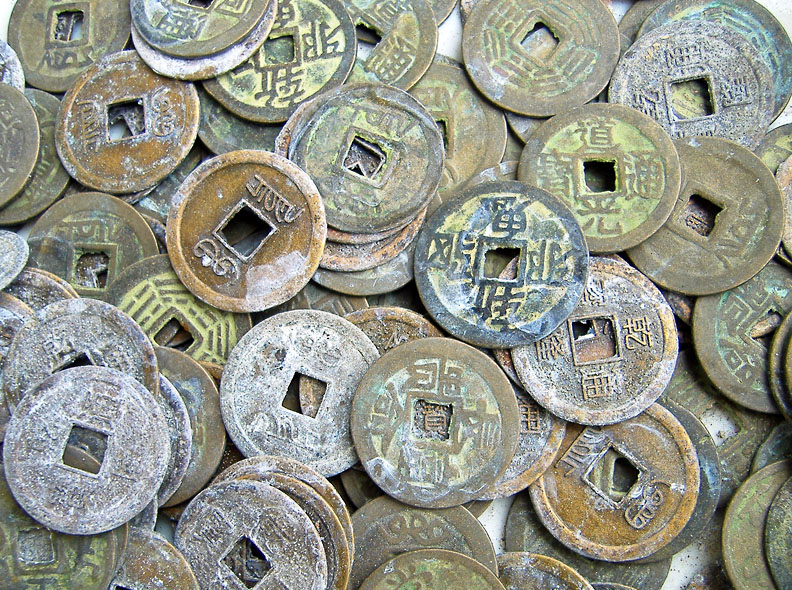
Chinees muntgeld uit verschillende perioden

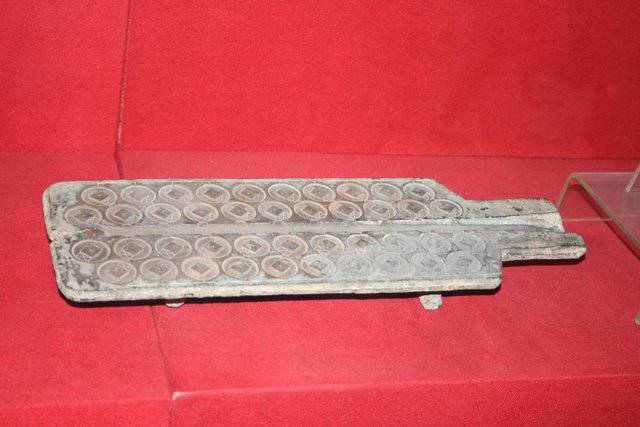
Vorm om Chinees muntgeld mee te gieten uit de Han-dynastie (ca. 200 v.Chr. - 200 na Chr.)

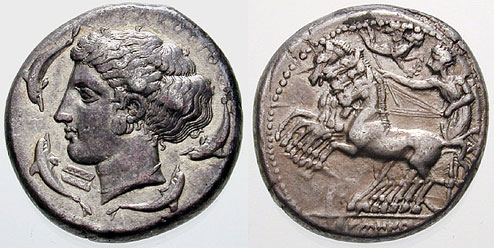
Tetradrachme uit het hoogtij van de klassieke Griekse kunst, geslagen in de Griekse kolonie Syracuse, ca. 415-405 v.Chr. Beide zijden van de munt zijn gesigneerd door de kunstenaars die het stempel sneden, respectievelijk Eumenos en Eukleidas

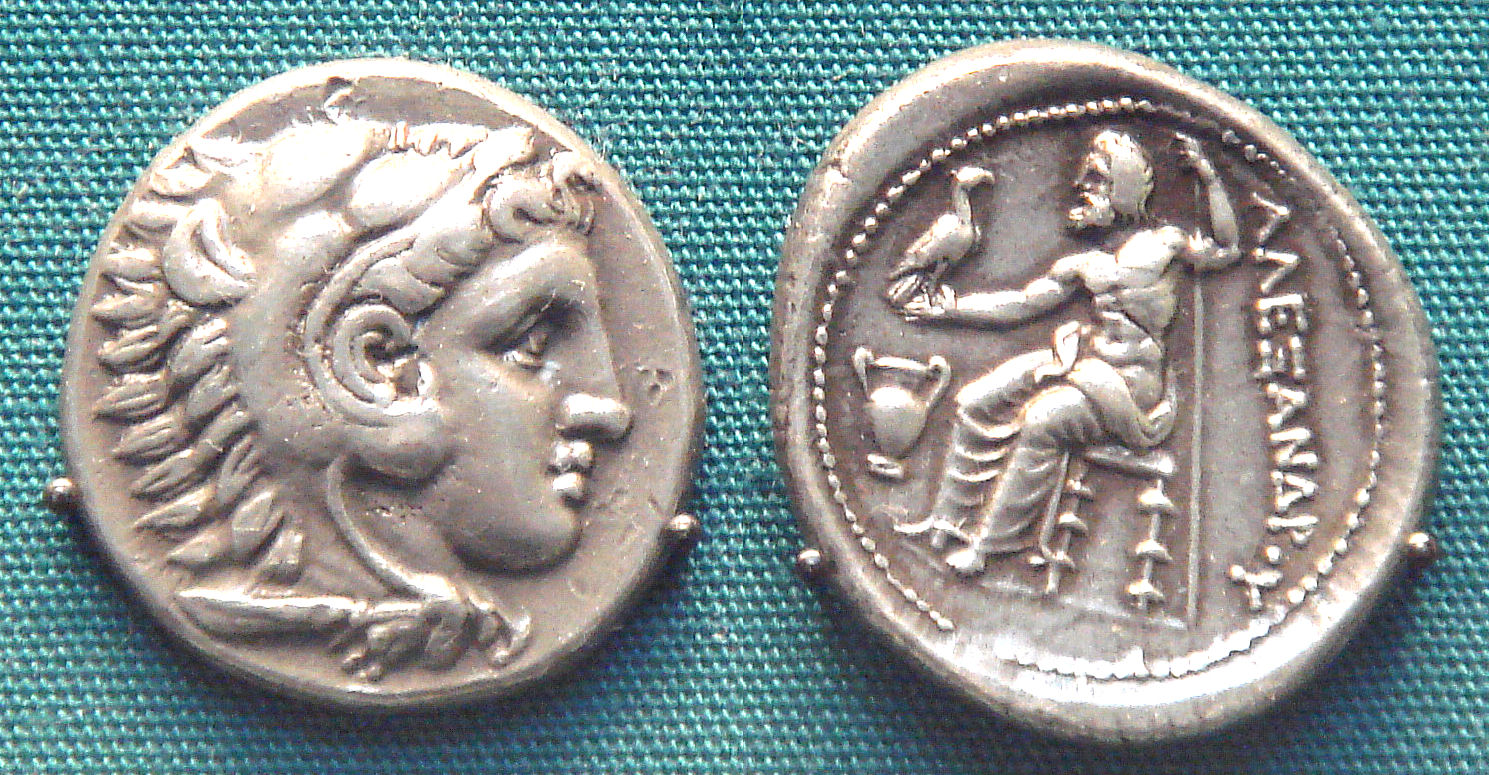
Munt van Alexander de Grote, met geïdealiseerd portret

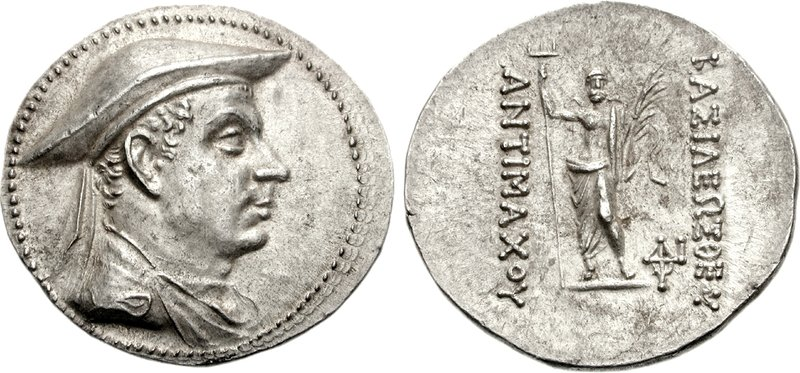
Tetradrachme van koning Antimachus I van Bactrië met realistisch portret, ca. 185-170 v.Chr.

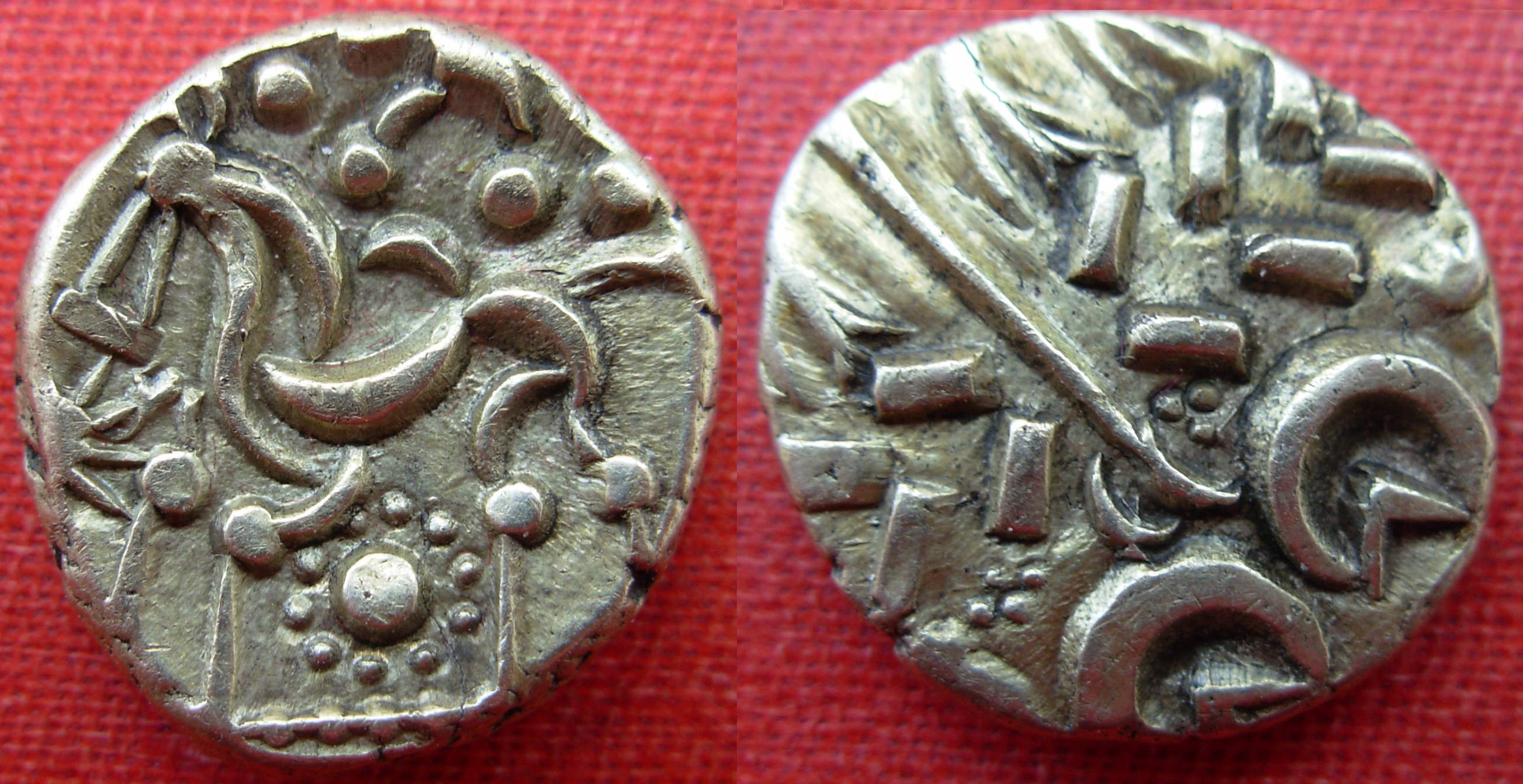
Britse stater (elektrum) van de Corieltauvi (ca. 50 v.Chr.), gevonden in het huidige Lincolnshire, een zogeheten barbaarse imitatie van de tetradrachme van Philippus II van Macedonië

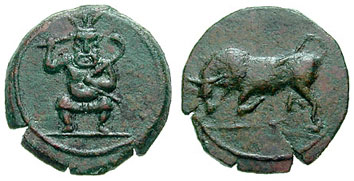
Bronzen munt van het eiland Ibiza, circa 200 v.Chr.

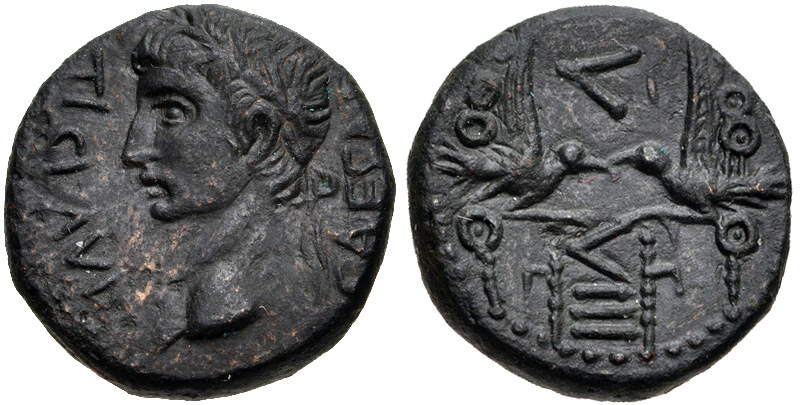
Griekse bronzen munt van de Romeinse keizer Claudius (41 - 54 n.Chr.), geslagen in wat nu Beiroet is

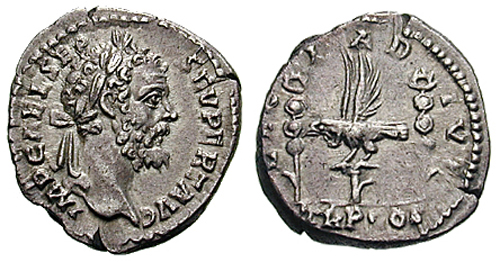
Klassieke denarius met realistisch, expressief portret van keizer Septimius Severus uit 193

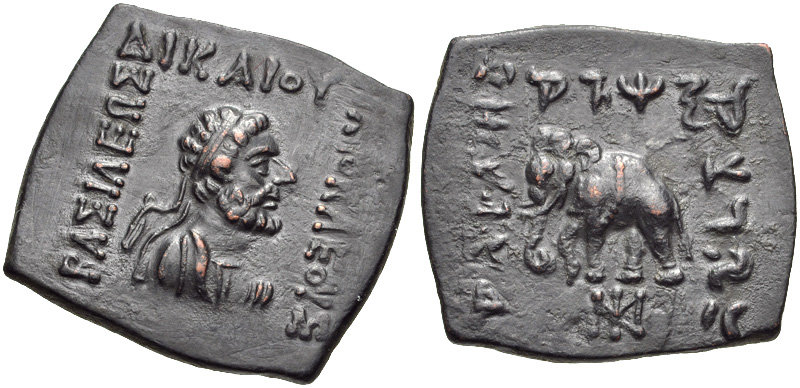
In India geslagen munt van de Indo-Griekse koning Heliokles II (circa 90 v.Chr.). Vierkante munten komen vooral in India voor

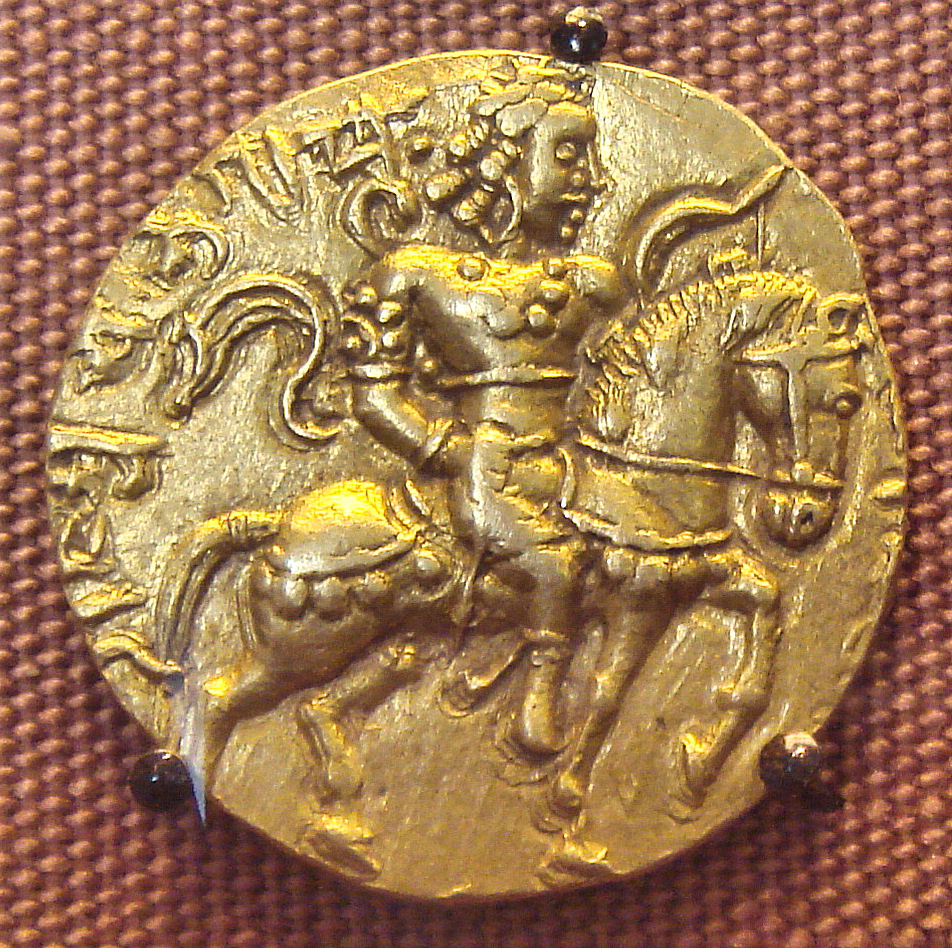
Chandragupta II (375-415), een van de machtigste keizers van de Gupta-dynastie, op een gouden munt

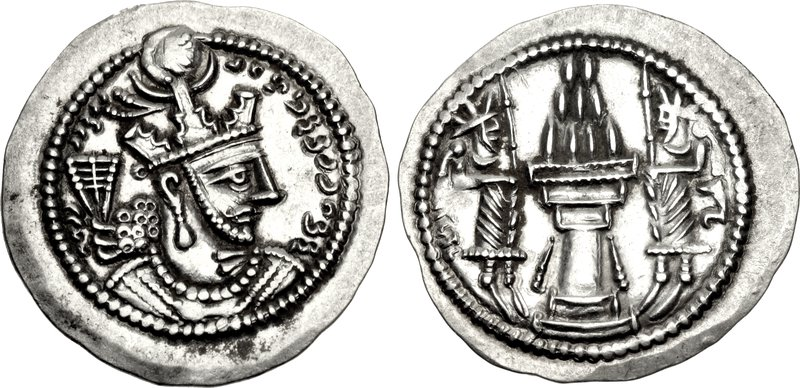
Tamelijk gestileerde, platte, dunne drachme van de Sassanidische koning Yazdagird II van Perzië (439-457)

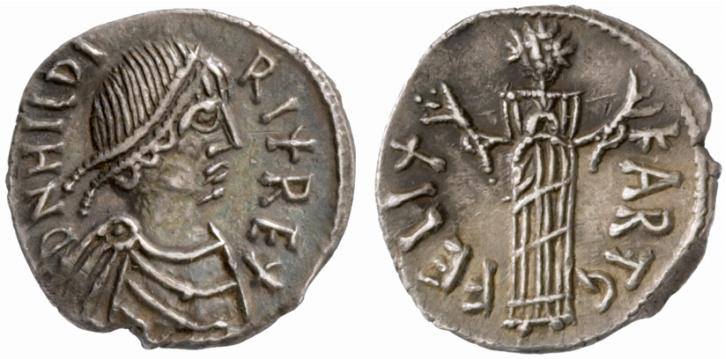
Denarius van Hilderik, koning der Vandalen (523-530), een zogenaamde barbaarse imitatie van de Romeinse denarius

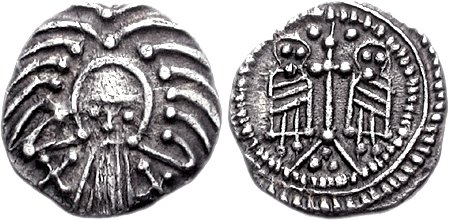
Engelse zilveren 'sceatta' (ca. 710 - 760 n.Chr.). Op de voorzijde een gestileerd gezicht met baard, op de keerzijde twee menselijke figuren die een kruis flankeren

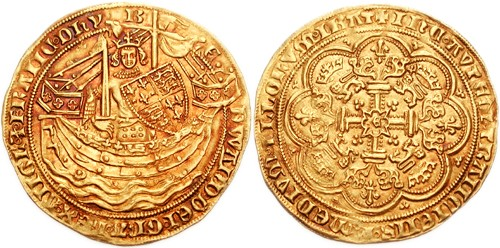
Engelse gouden nobel van koning Eduard III, 1354

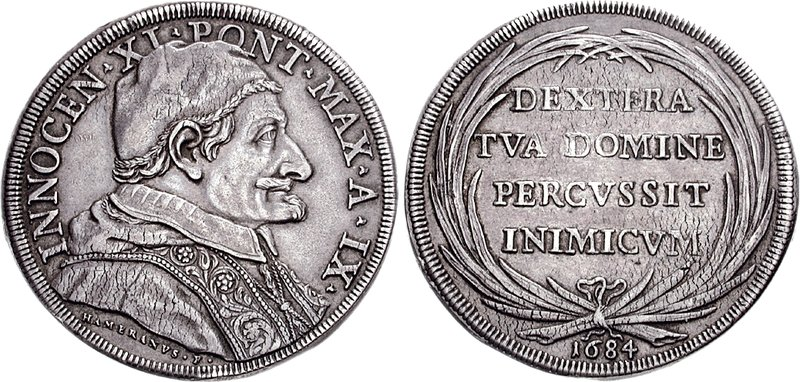
Zilveren scudo van paus Innocentius XI uit 1684

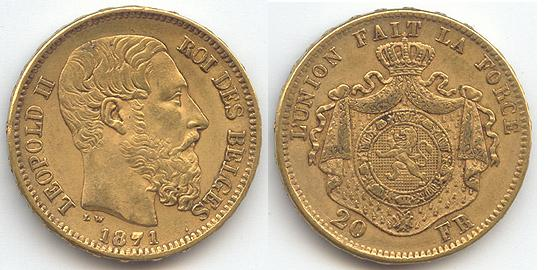
Gouden twintigfrankstuk, België, 1871

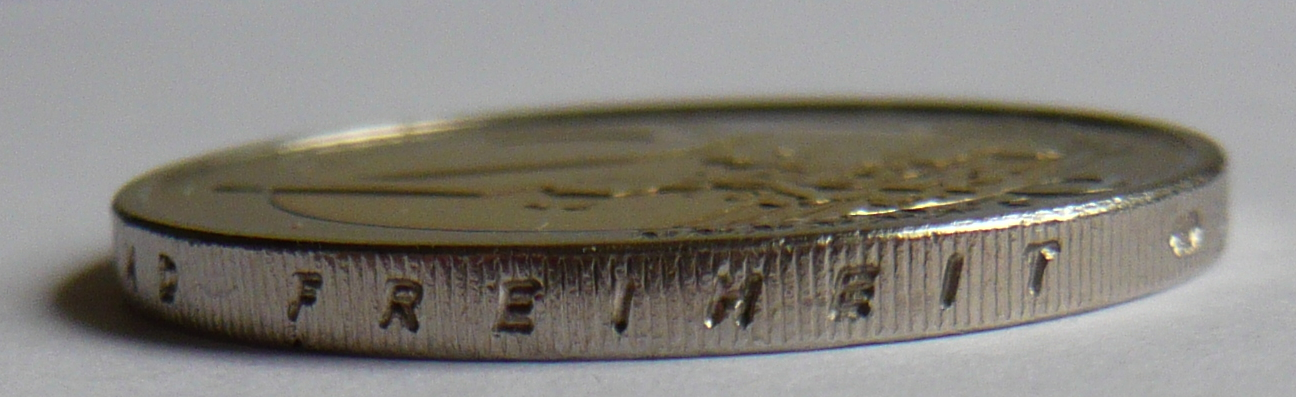
Duitse 2-euro-munt met randschrift

Een munt (als collectivum: kleingeld of muntgeld) is een stuk materie, veelal metaal, dat als geld gebruikt wordt, gewoonlijk in de vorm van een schijfje. Munten hebben gewoonlijk een lagere nominale waarde dan bankbiljetten. Doorgaans staat op een munt de naam van het uitgevende land of instantie, de denominatie (munteenheid en aantal, bijvoorbeeld € 0,50 of, gelijkwaardig, 50 eurocent), een jaartal en een aantal symbolen; meestal zijn de gegevens (plaats, waarde en jaar) uit de kenmerken van een munt af te leiden. Op al deze karakteristieken van munten bestaan uitzonderingen.
Van oudsher was de waarde van een munt gelijk aan de waarde van het materiaal waarvan de munt gemaakt was, maar de meeste munten die tegenwoordig als geld in gebruik zijn, hebben uitsluitend een fiduciaire waarde.

## De eerste munten
Munten zijn onafhankelijk van elkaar op drie verschillende plaatsen uitgevonden, ruwweg in dezelfde periode. De eerste 'munten' in China, gemaakt vanaf circa 770 v.Chr., waren symbolen van waardevolle voorwerpen, het zogenaamde 'mes- en spadegeld': modellen van messen en spades met enkele karakters, uit brons gegoten. Ongeveer tegelijkertijd werden de eerste kèpèngs gegoten, kleine ronde munten met een vierkant gat erin om er een touw doorheen te kunnen halen. 'kèpèngs' bleven ruim 2500 jaar in gebruik, tot in het begin van de twintigste eeuw.
In de westerse wereld werden de eerste munten vervaardigd in het midden van de zevende eeuw v.Chr., in Lydië (Klein-Azië). Het waren druppels elektrum, een natuurlijke legering van goud en zilver, met een afbeelding aan de ene kant en een betekenisloze stempel aan de andere. Van daaruit drong de nieuwe uitvinding, omdat zij de handel sterk vergemakkelijkte, snel door naar het oosten (het Perzische Rijk) en het westen (de Griekse wereld). Al spoedig kreeg de gemiddelde 'westerse' munt de vorm die zij ook tegenwoordig nog heeft: een rond plaatje metaal met een middellijn tussen 1,5 en 4,0 centimeter met op de ene kant ('voorzijde') een kop en aan de andere kant ('keerzijde') een zinnebeeldige voorstelling, meestal met een tekst eromheen. Hoewel gegoten munten ook in Europa en Klein-Azië voorkwamen, werden de meeste munten er geslagen: een plakje metaal, al of niet verwarmd, wordt in een matrijs geplaatst en onder hoge druk of met grote kracht wordt er een afbeelding in geperst of geklopt.
In India werden de eerste munten vervaardigd rond het jaar 500 v.Chr. Het waren platte stukjes zilver met een onregelmatige vorm, waarop verschillende kleine stempeltjes met plant- of diermotieven waren aangebracht. Aan Griekse munttypen ontleende voorstellingen begonnen vanaf de tijd van Alexander de Grote deze zogenaamde 'punch-marked' munten te verdringen.

### Redenen voor de uitvinding van muntgeld
Waarom muntgeld op deze drie plekken ongeveer tegelijkertijd verscheen, is niet duidelijk. Dat de uitvindingen onafhankelijk van elkaar gebeurden, staat redelijk vast: de Chinese, Indiase en Lydische munten werden op dusdanig verschillende manieren vervaardigd en hadden dusdanig verschillende vormen, dat geen van drieën als model voor de andere kan hebben gediend.
Een hypothese die uiteindelijk teruggaat tot Aristoteles, en binnen de moderne economie nog steeds opgeld doet, verbindt de uitvinding van muntgeld aan de groeiende handel over lange afstanden. Munten zouden zijn uitgevonden om deze makkelijker te maken, als vervanging van baar zilver. Vanuit de archeologie is echter bekend dat munten doorgaans weinig afstand aflegden, en het is ook bekend dat de Feniciërs Grieks zilver bleven wegen, zelfs geruime tijd nadat de Grieken het in munten gingen slaan.
Dat de uitvinding van muntgeld misschien voortvloeide uit een opleving van de lokale handel is mogelijk, maar voor zulk gebruik van muntgeld bestaat geen direct bewijs; deze hypothese berust op de aanname dat de economieën van de oudheid functioneerden als moderne markteconomieën. Bovendien verklaart geen enkele hypothese op basis van economische ontwikkeling waarom de uitvinding van muntgeld in het veel verder ontwikkelde India en China niet eerder plaatsvond, of waarom Egypte, de rijken van Mesopotamië, de Azteken en de Inca's geen van alle muntgeld kenden.
Andere theorieën koppelen de opkomst van munten aan die van grote rijken. Munten zouden bijvoorbeeld eerst kleine eretekens voor huurlingen zijn geweest en pas later in omloop zijn gekomen. Ook had muntgeld een grote propagandawaarde, aangezien het symbool van de overheid in ieders beurs verscheen.

## Ontwikkelingen
Terwijl het kenmerk van de geschiedenis van de Chinese munten voornamelijk isolatie van de rest van de wereld is, heeft de westerse wereld op de Indiase een sterke invloed gehad. Omstreeks 560 v.Chr. slaagden de Grieken en Lydiërs erin goud en zilver van elkaar te scheiden. Slechts een ruime eeuw na de eerste Lydische elektrumdruppels waren in het klassieke Griekenland gouden, zilveren en bronzen munten gemeengoed in vele denominaties. In de Archaïsche periode, na de munthervorming door koning Kroisos, werden er gouden en zilveren staters geslagen: dikke kleine munten die ruim acht gram wogen. Anders dan de elektrummunten uit de zevende eeuw, die wellicht gebruikt werden om huursoldaten mee te betalen, waren zilveren staters en hun onderverdelingen gewone handelsmunten die het dagelijkse betalingsverkeer vergemakkelijkten.
Lydië werd echter in de jaren veertig van de zesde eeuw door de Achaemeniden onder koning Darius I veroverd, en Darius nam het gebruik van de dikke gouden stater over; deze wordt 'dariek' genoemd. Ook de zilveren stater werd door de Perzen aangemunt; deze munt heeft de Griekse naam siglos gekregen, sikkel of sjekel. De Achaemenidische munten zijn bijzonder statisch van uiterlijk: eeuwenlang, van het begin tot het einde van de dynastie bleven het dikke kleine munten met dezelfde onopvallende afbeelding.
Andere volkeren deden opvallend lang over de invoering van muntgeld. De Feniciërs, in de oudheid bekend als hét handels- en bankiersvolk in het oostelijke Middellandse Zeegebied, bleven eeuwenlang handelen met een combinatie van baar zilver en krediet, tot zij in 365 v.C. ook tot het munten van edelmetaal overgingen. Hun westelijke evenknieën in Carthago volgden enige tijd later, maar aan de opschriften op hun munten te oordelen alleen om buitenlandse huurlingen mee te betalen.

## Drachme
De belangrijkste munt in het oude Griekenland was de zilveren drachme, die in het midden van de zesde eeuw voor Christus geïntroduceerd werd en circa 4,5 gram woog. De waarde ervan komt ruwweg overeen met een dagloon. Een drachme was verdeeld in 6 obolen, maar in de vele stadstaatjes van Griekenland en Grieks-Italië werden hier en daar ook veel munten van vier en twee drachmen geslagen, van drie obolen, twee obolen, anderhalve obool, een halve obool en een kwart obool - dat waren nauwelijks als munt herkenbare korrels zilver, maar toch met een stadssymbool erop. De drachme, maar vooral de tetradrachme, het vierdrachmestuk, werd massaal gebruikt voor de handel in het Middellandse Zeegebied. Het esthetische beeld van deze munten is uiterst beweeglijk: er bestonden vele honderden verschillende steden en kolonies die alle een eigen symbool hadden. Het bekendst is de uil van Athene, maar ook de roos van Rhodos is wijdverbreid. Op Thasos werd een 'ithyfallische' (opgewonden) sater met een geroofde maenade als symbool gebruikt, op Aegina een schildpad en in Syracuse een nymfenkop omzwommen door dolfijnen. Veel van deze kleine afbeeldingen zijn met groot detaillistisch vakmanschap gemaakt: sommige klassiek-Griekse munten zijn nimmer overtroffen toppunten van schoonheid, subtiliteit en expressiviteit.
De verovering van de wereld door Alexander de Grote deed de rest. De halve ton zilver die zijn 120.000 soldaten dagelijks aan soldij ontvingen genereerde een ongekende vraag naar edelmetaal en muntgeld; voor zijn veroveringstochten leende hij enorme sommen, terwijl onder de oorlogsdreiging bestaande kredietsystemen bezweken. Een deel hiervan werd geleverd door de goud- en zilvermijnen in Macedonië, de rest door de overwonnen volkeren. Eerst werd wat beschikbaar was aan edelmetaal door Alexanders leger geroofd, daarna werden de mijnen en muntslagerijen van Perzië en die van Tyrus en andere stadstaten uitgebreid en gereorganiseerd. De lokale bevolking, nu in slavernij, leverde de arbeidskracht in deze mijnen.
Het vaste type van de muntslag van het koninkrijk Macedonië bestond uit een godenkop (Zeus of Apollo) op de voorzijde en Zeus op een troon, of een jongeling te paard op de keerzijde. Door de dominantie van de koningen Philippus II en Alexander was de tijd van de Griekse stadstaten voorbij. De Macedonische drachme en de tetradrachme hadden een groot potentieel als handelsmunt.
Na het overlijden van Alexander werd de godenkop voor het eerst vervangen door een afbeelding van een persoon: het jeugdige, geïdealiseerde, aanstekelijke profiel van Alexander de Grote. Griekse munten werden massaal over een groot deel van de wereld verspreid. In verre landen werden de Alexandermunten nagevolgd: de Keltische en Germaanse stammen in de Lage Landen vervaardigden eeuwenlang gestileerde staters waarop de manskop op de voorkant en de ruiter op de keerzijde geleidelijk haast naar abstracte voorstellingen evolueren. Maar verschillende Indiase dynastieën deden precies hetzelfde. De Alexandermodellen werden nagevolgd en overtroffen in de diadochenrijken van de Seleuciden, Ptolemaeën en Antigoniden, maar ook in verder weg gelegen landen als Bactrië (nu Afghanistan) en het zich snel ontwikkelende Rome. De meest verfijnde, persoonlijke muntportretten van alle tijden werden vervaardigd in het hoogontwikkelde Bactrische rijk.

## Denarius
De Romeinse republiek, die zich eerst aan Etrurië en Groot-Griekenland had ontworsteld en daarna de hegemonie over het westelijke deel van de Middellandse Zee vestigde in de Punische Oorlogen, voerde in 211 v.Chr. een eigen variant van de drachme in: de denarius ('tienmaal' ofwel 10 koperstukken), een zilveren munt die eveneens ruim vier gram woog. De Republikeinse denarius vertoonde gewoonlijk een kop op de voorzijde en een vierspan of een ander symbool op de keerzijde. Sommige denarii hadden een propagandistische functie. Nadat het Romeinse Rijk onder de eerste keizers een zeer omvangrijke eenheid was geworden, werd de denarius de handelsmunt bij uitstek. Wel handhaafde de tetradrachme zich in het oostelijk Middellandse Zeegebied, waar Griekse keizersmunten in allerlei plaatsen geslagen werden. Het zijn dikkere munten die meer reliëf hebben dan de Romeinse. Ook het Perzische rijk was onder de nieuwe dynastie van de Parthen overgegaan op het gebruik van het drachmetype.
In de periode tussen de keizers Nero en Diocletianus bereikten de keizersportretten een hoogtepunt van expressiviteit en realisme. Door sommige keizers werd ook op grote schaal goud aangemunt. Deze munt werd aureus genoemd, 'goudstuk'. De denarius devalueerde geleidelijk en werd in de derde eeuw vervangen door de antoninianus, die formeel twee denarii waard was, maar al spoedig nog maar heel weinig zilver bevatte.
De Romeinse handelsmunten werden in omliggende landen veelvuldig nagevolgd. In Gallië en Engeland leefde de denarius voort, ook toen de Romeinen er niet meer heersten, eerst als goedkoop koperstukje met een vage kop op de voorzijde en wat streepjes op de keerzijde, maar vanaf de karolingische munthervorming rond 792/93 als gegarandeerde zilveren munt met een bepaald gewicht, waardoor hij voor de handel aantrekkelijk was. Ook in de Afrikaanse en Arabische landen buiten het Romeinse Rijk werden primitieve munten geslagen naar Romeins model. De dynastie van de Sassaniden die in Iran de Parthen had opgevolgd, verving de kleine ronde, haast onherkenbaar gestileerde drachme echter door een nieuw type: een dunne, platte zilveren munt met ongeveer hetzelfde gewicht, waarop de kop van de koning en profil met zijn grote kroon en indrukwekkende kapsel aan de voorzijde is afgebeeld en twee priesters naast een vuuraltaar op de keerzijde. Dit type veranderde vierhonderd jaar lang, tussen 220 en 650, slechts van stijl; de voorstelling bleef exact gelijk.
In verschillende Indiase rijken vervingen de munten in Griekse en Romeinse stijl de gestempelde plaatjes zilver zoals die door de Mauryadynastie gebruikt werden. Maar vierkante munten bleven lange tijd typisch voor India, hoewel ronde munten er de meerderheid vormden. Alle grote rijken, zowel de Indo-Grieken, de Indo-Scythen, de Kushans als het Gupta-rijk gebruikten op Griekse voorbeelden geïnspireerde vormen in steeds meer gestileerde vorm.
In het Romeinse Rijk maakte het op de denarius en de antoninianus gebaseerde systeem intussen plaats voor een nieuw, waarin de gouden solidus de belangrijkste munt was; ook werden er veel verschillende, grote en kleine koperen munten aangemaakt. Zilver verloor aan betekenis.

## Metaalgebruik
Munten worden geslagen volgens een muntproductieproces. Historisch werd er vooral gebruikgemaakt van twee metalen: zilver en goud, beide gelegeerd met grotere of kleinere hoeveelheden koper. Anders dan nu kwam de intrinsieke waarde van het edelmetaal in de munt in de buurt van de nominale waarde ervan. Eeuwenlang is er gezocht naar een formule om de waarde van een bepaalde hoeveelheid goud in die van een bepaalde hoeveelheid zilver of koper uit te drukken. Het probleem was daarbij altijd dat de relatieve hoeveelheid van de metalen die in omloop was, sterk afhing van de hoeveelheid die uit mijnen gedolven kon worden. In het Oude Egypte bijvoorbeeld is er een tijd geweest waarin zilver meer waard was dan goud, omdat er in dat land wel goud- maar geen zilvermijnen waren.
Hoewel koperen munten een rol speelden bij de Romeinen, brak het gebruik van koperen kleingeld pas door in de 17e eeuw. Alleen in Zweden, waar de rijkste kopermijn ter wereld was, heeft koper een hoofdrol gespeeld in het muntwezen. In de late 19e eeuw werd koper vervangen door brons, hoewel in de Franse Revolutie al munten van klokkenbrons werden gemaakt. Rond 1880 werden de kleinste zilveren munten te klein voor dagelijks gebruik, terwijl een bronzen vervanging te groot zou zijn geworden. Dit probleem werd opgelost met koper-nikkelen munten. Omdat deze legering een kleur heeft die lijkt op zilver kregen munten van koper-nikkel vaak een radicaal ander voorkomen: vierkant, dubbele dikte of met een gat. België gebruikte als eerste een koper-nikkelen munt met centraal gat, een voorbeeld dat door Frankrijk werd gevolgd. In Nederland kreeg de eerste koper-nikkelen munt, een stuiver, de naam avondkwartje, omdat hij bij slecht licht voor een kwartje aangezien kon worden. Deze werd al na enkele jaren vervangen door een vierkante stuiver.
In de napoleontische oorlogen kwam langzamerhand een beweging tot stand waarbij gouden munten werden vervangen door papiergeld, en de munten alleen nog gebruikt werden in tijden van onrust en angst voor inflatie. De Eerste Wereldoorlog betekende het einde van de gouden standaard en het einde van het gebruik van gouden munten. In deze tijd kwam het gebruik van oorlogsmunten op, geslagen van goedkope metalen als zink en aluminium. Goedkope metalen worden nog steeds gebruikt in landen waar de inflatie hoog is of de prijzen laag zijn. Rond 1960-1970 ging de prijs van zilver sterk omhoog, wat het einde van het gebruik van zilveren munten betekende. Moderne muntmetalen zijn vaak ingewikkelde legeringen, die goed te verwerken zijn in het aanmuntingsproces en lang meegaan in de omloop.

## Waarde en omloop
Bij de oude Grieken was de waarde van een munt eenvoudig de waarde van de hoeveelheid metaal waaruit hij bestond. Het muntstempel garandeerde dat de munt inderdaad een zeker gewicht aan het betrokken metaal bevatte, zodat weging en controle van het gehalte niet nodig was. De Romeinen tarifeerden hun munten al: de waarde van de munt werd door de overheid bepaald. Het tarief lag boven de metaalwaarde van de munt. Het verschil tussen de metaalwaarde en het tarief, de sleischat, vormde een soort belasting op gemunt geld, waarmee onder meer het aanmuntingsproces werd gefinancierd. Het tarief hield verband met de metaalwaarde: een te lage sleischat betekende een gederfd inkomen. Een te hoog tarief maakte de munt impopulair of onacceptabel.
Om de sleischat te vergroten werden munten vaak uitgegeven met als doel een bepaalde markt te veroveren of te behouden. Zo waren grote Nederlandse zilvermunten niet bestemd om in Nederland te circuleren, maar voor de export naar Scandinavië, de Levant en Oost-Azië. Nederlands goud (vooral de dukaat) was populair in Polen en Rusland. In Nederland hebben daarentegen grote zilveren munten uit de Zuidelijke Nederlanden gecirculeerd. De munt met het grootste omloopgebied was ongetwijfeld de Spaanse munt van 8 reales, die peso of dollar werd genoemd en eeuwenlang het internationale handelsverkeer heeft beheerst.
De waarde van een munt wordt in het eurotijdperk niet meer door de metaalinhoud bepaald. Het metaal in een euro is bij lange na geen euro waard. Het omgekeerde is trouwens ook mogelijk: het is wel gebeurd dat kleine muntjes uit de omloop gehaald werden omdat de hoeveelheid koper of zilver meer waard was dan de nominale waarde van de munt. Ons geldsysteem is niet meer gebaseerd op een gouden of zilveren standaard. Het geld is 'fiduciair', dat wil zeggen geld dat zijn waarde ontleent aan het vertrouwen dat mensen er goederen en diensten mee kunnen kopen, waarbij de centrale banken tot taak hebben ervoor te zorgen dat de geldhoeveelheid die in omloop is niet te veel uit de pas loopt met de producten en diensten die geleverd worden.

## Naam
Munten kunnen een officiële naam hebben maar worden meestal aangeduid met namen als '25-cents stuk'. Daarnaast hebben ze vaak een officieuze naam. In Nederland waren 'stuiver', 'dubbeltje', 'kwartje' en 'rijksdaalder' zulke officieuze namen en de eerste twee daarvan worden sinds de invoer van de euro nog gehoord. Een munt die ook rekeneenheid is, heeft meestal dezelfde naam: de munt van een cent heet 'cent'. Er is daardoor in het Nederlands verschil tussen 'vijf cent' (de prijs van een artikel) en 'vijf centen' (vijf munten van een cent). Informeel wordt vaak de naam van de munt gebruikt om de prijs van een artikel te noemen: “Dat boek kost twee kwartjes”. De Amerikanen maken onderscheid tussen 'cent' en 'penny' - die laatste is de munt met de waarde van een cent.
Hoewel deze namen geen rekeneenheden zijn, worden ze soms op de munten vermeld. Soms wordt zelfs uitsluitend de naam vermeld, wat voor buitenlanders verwarrend kan zijn. Enkele voorbeelden:
| Land                | Munt         | Op de munt vermelde naam    | |
| ------------------- | ------------ | --------------------------- | --- |
| Verenigde Staten    | 10 cent      | Dime                        | |
| Verenigd Koninkrijk | 5, 10 pence  | One shilling, two shillings | Shilling was een rekeneenheid tot 1971. De munten met dat opschrift zijn bij de invoering van het decimale stelsel in omloop gebleven. De munten die daarna geslagen werden, waren even groot en zwaar maar droegen het opschrift '5 new pence' en '10 new pence'. De Britten maken soms onderscheid tussen 'shilling' en '5 penny piece' |
| Verenigd Koninkrijk | 2,5 shilling | Half crown                  | Afgeschaft bij de invoering van het decimale stelsel |
| Ierland             | 6d, 3d       | Réal, Leathréal             | Afgeschaft bij de invoering van het decimale stelsel |
| Ierland             | 2s           | Flóirin                     | In Groot-Brittannië ook bekend als 'florin' |

De guldenmunten hadden de volgende namen:
| Munt     | Officieuze naam | Bargoens                | Opmerking(en)                                                                          |
| -------- | --------------- | ----------------------- | -------------------------------------------------------------------------------------- |
| 0,5 cent | Halfje          |                         |                                                                                        |
| 1 cent   | Cent            | Spie                    |                                                                                        |
| 5 cent   | Stuiver         |                         | Tot het begin van de 19e eeuw een rekeneenheid.                                        |
| 10 cent  | Dubbeltje       | Beissie                 | Twee stuivers. De Bargoense naam komt van de letter beet, de tweede Hebreeuwse letter. |
| 25 cent  | Kwartje         | Heitje                  | De Bargoense naam komt van de letter hee, de vijfde Hebreeuwse letter.                 |
| ƒ 1      | Gulden          | Piek, pop, sjoof        |                                                                                        |
| ƒ 1,50   | Daalder         | Lammetje                |                                                                                        |
| ƒ 2,50   | Rijksdaalder    | Knaak, achterwiel, riks |                                                                                        |
| ƒ 5      | Vijfje          | Fiets                   |                                                                                        |
| ƒ 10     | Tientje         | Joet(je)                | Later een bankbiljet.                                                                  |

De euromunten hebben (nog) geen benamingen. Er zijn pogingen ondernomen namen te introduceren, zoals 'kwintje' (naar analogie van 'kwartje' voor de munt van 20 cent') en 'duit'. Deze benamingen zijn nog niet aangeslagen, maar de woorden 'stuiver' en 'dubbeltje' lijken de overgang naar de euro te overleven.

## Muntverslechtering

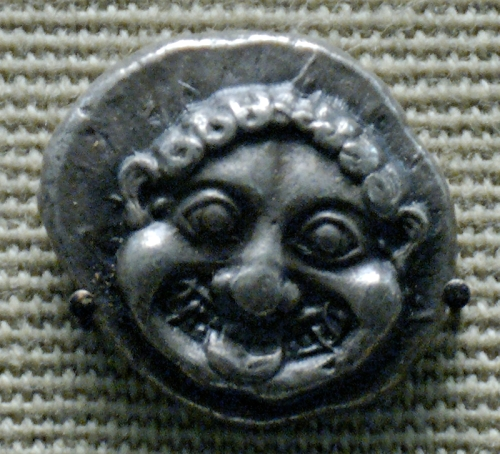
Atheense didrachme (2 drachmen) uit ca. 520 v.Chr. met een Gorgonenkop

De versieringen of teksten (randschriften) die nog steeds op de rand van munten voorkomen waren een middel om het snoeien van munten te voorkomen. Bij deze praktijk werd een beetje goud of zilver van de munt afgevijld of geknipt, waarna de munt, die nu dus minder woog, gewoon weer in omloop werd gebracht. In de middeleeuwen werd als wapen tegen snoeiers een cirkel op de munt aangebracht, waarbinnen een kruis of afbeelding stond en waarbuiten een tekst stond. De regel was dat de munt nog acceptabel was zolang de hele cirkel nog te zien was. Pas toen de munten dik genoeg werden uitgevoerd voor een randschrift werd de snoeier verslagen. Een sprekend randschrift op een Engelse munt is DECVS ET TVTAMEN: "een versiering en een waarborg".
Een andere manier om metaal uit munten te winnen was 'zweten'. Munten werden daarvoor los over een harde zeef heen en weer geslingerd. Hierdoor werd het slijtageproces geïmiteerd, maar de zweter kon het gesleten goudstof of zilverstof opvangen. Deze methode is nog heel lang in Azië gebruikt. De zweter is uiteindelijk verslagen door het gebruik van hardere en goedkopere metalen.
De muntheren zelf werkten ook mee aan muntverslechtering. Zij brachten geregeld munten uit die er hetzelfde uitzagen als hun voorgangers, maar een lager gehalte edel metaal hadden. Soms was de reden concurrentie met munten die al door een andere muntheer verslechterd waren, soms diende de muntverslechtering om de sleischat te verhogen, waarmee een oorlog mede gefinancierd kon worden. Een voorbeeld van concurrerende muntverslechtering is de Nederlandse schelling van na het rampjaar 1672, een oorlog die de discipline onder de Nederlandse munthuizen vernielde, zodat ze elkaar gingen beconcurreren. Onder Hendrik VIII van Engeland volgden de muntverslechteringen elkaar op. Het gehalte aan koper werd zo hoog dat het koper al snel aan de oppervlakte verscheen, het eerst op de neus van het portret van de koning. Die kreeg daarom de bijnaam old coppernose (oude koperneus).

## Munten voor bijzondere doeleinden

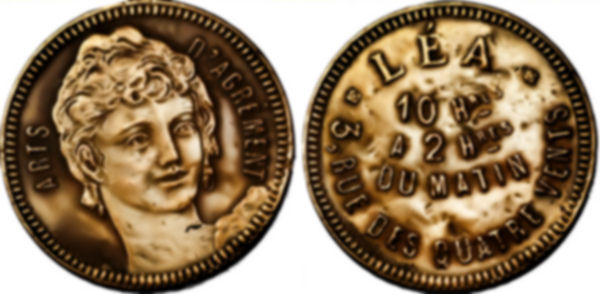
bordeelmunt van een Frans bordeel

In sommige gesloten gemeenschappen of andere plaatsen waar het onwenselijk is van gewoon geld te gebruiken, gebruikt men eigen munten of jetons die alleen te gebruiken zijn in de betrokken instelling. Hiermee werd vermeden dat er echt geld in omloop was. Het bekendste voorbeeld is in casino´s, maar ook vakantiedorpen en gevangenissen. Al vanaf de Romeinse tijd werden bordeelmunten gebruikt om seksuele handelingen te betalen. Een ander historisch voorbeeld is het zogenaamde boordgeld.

## Numismatiek
De studie van munten (muntkunde of numismatiek) is niet alleen een hobby die velen boeit en een onderwerp van financiële speculatie voor sommigen. Het is ook een belangrijke hulpwetenschap voor historici en archeologen. In feite is het vaak een wetenschap die deze twee met elkaar verbindt, aangezien het bij opgravingen van overblijfselen uit een historische tijd uitsluitsel over datering kan geven. Soms is het ook de enige informatie over de duur van de regeringsperiode van een bepaalde vorst. Daarnaast zijn munten uitingen van politieke propaganda, kunst en metallurgie en geven ze inzicht in economische en financiële geschiedenis.

## Muntschatten
Een muntschat is een depotvondst van een hoeveelheid munten (vaak van goud, zilver of brons), die ergens in het verleden door de eigenaar in de grond is verstopt op een moment dat de eigenaar bang was voor diefstal, burgeroorlog of plundering door vijandelijke troepen. 

## Galerij

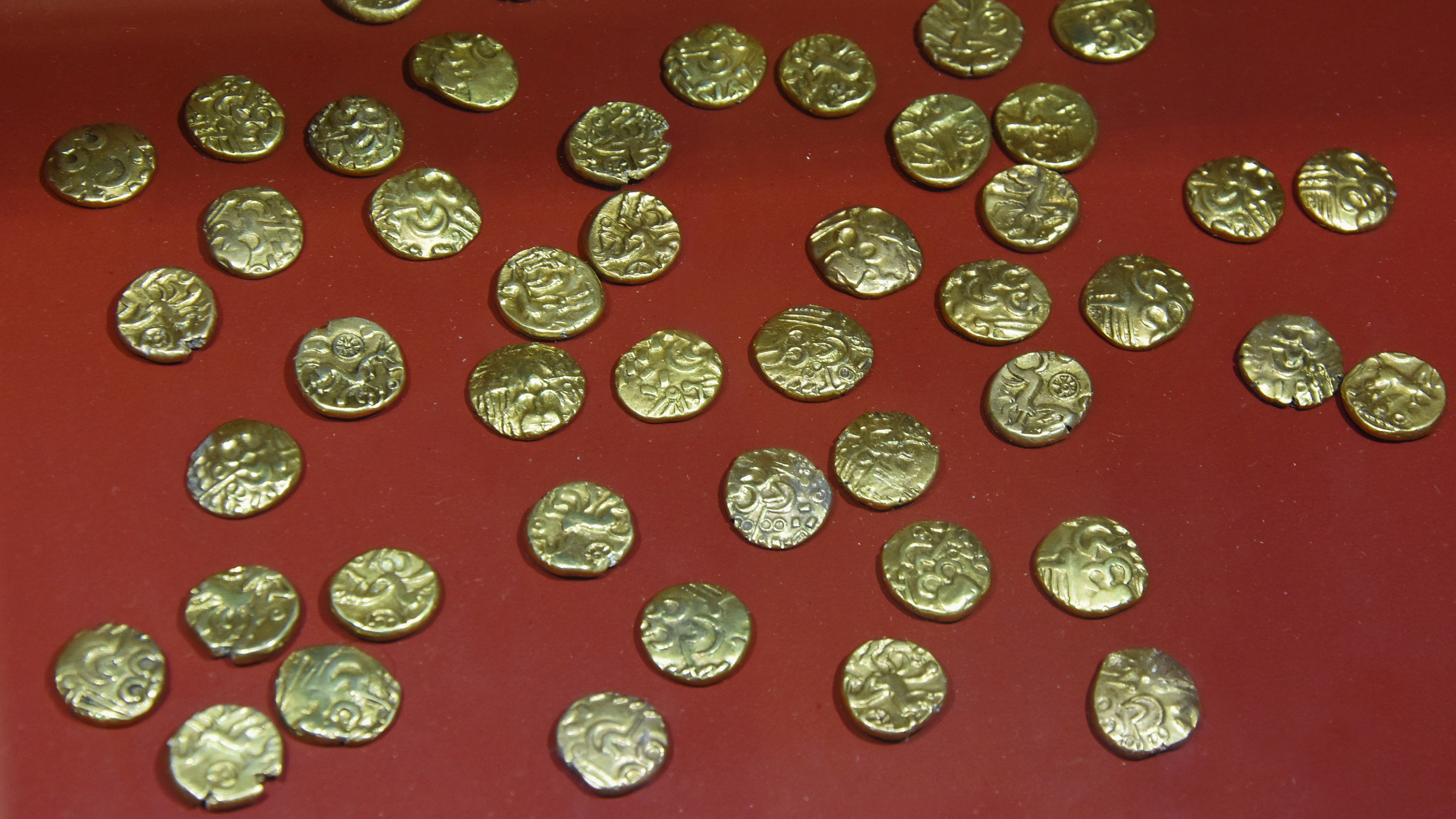
Gallische muntschat uit Thuin
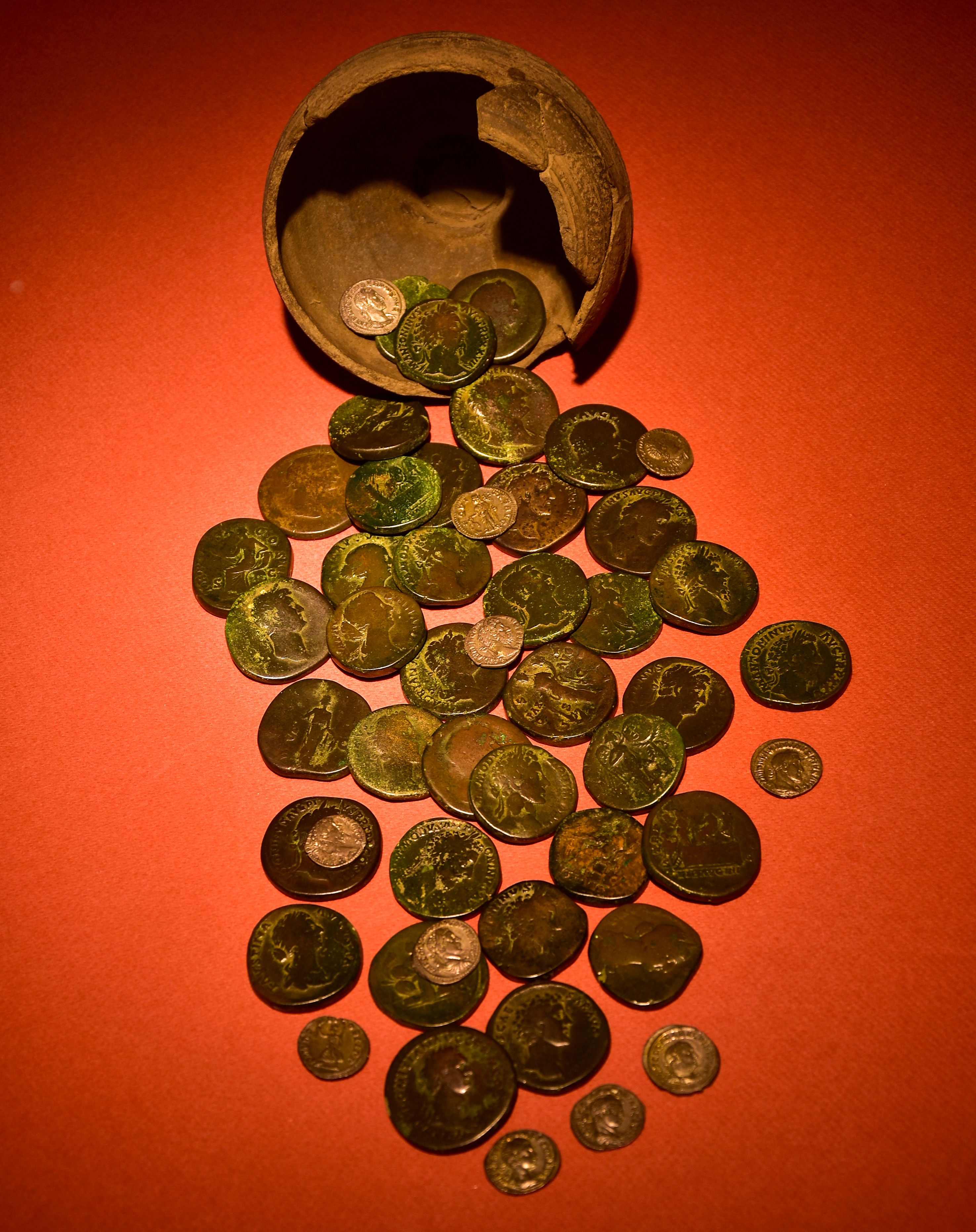
Muntschat van Roksem
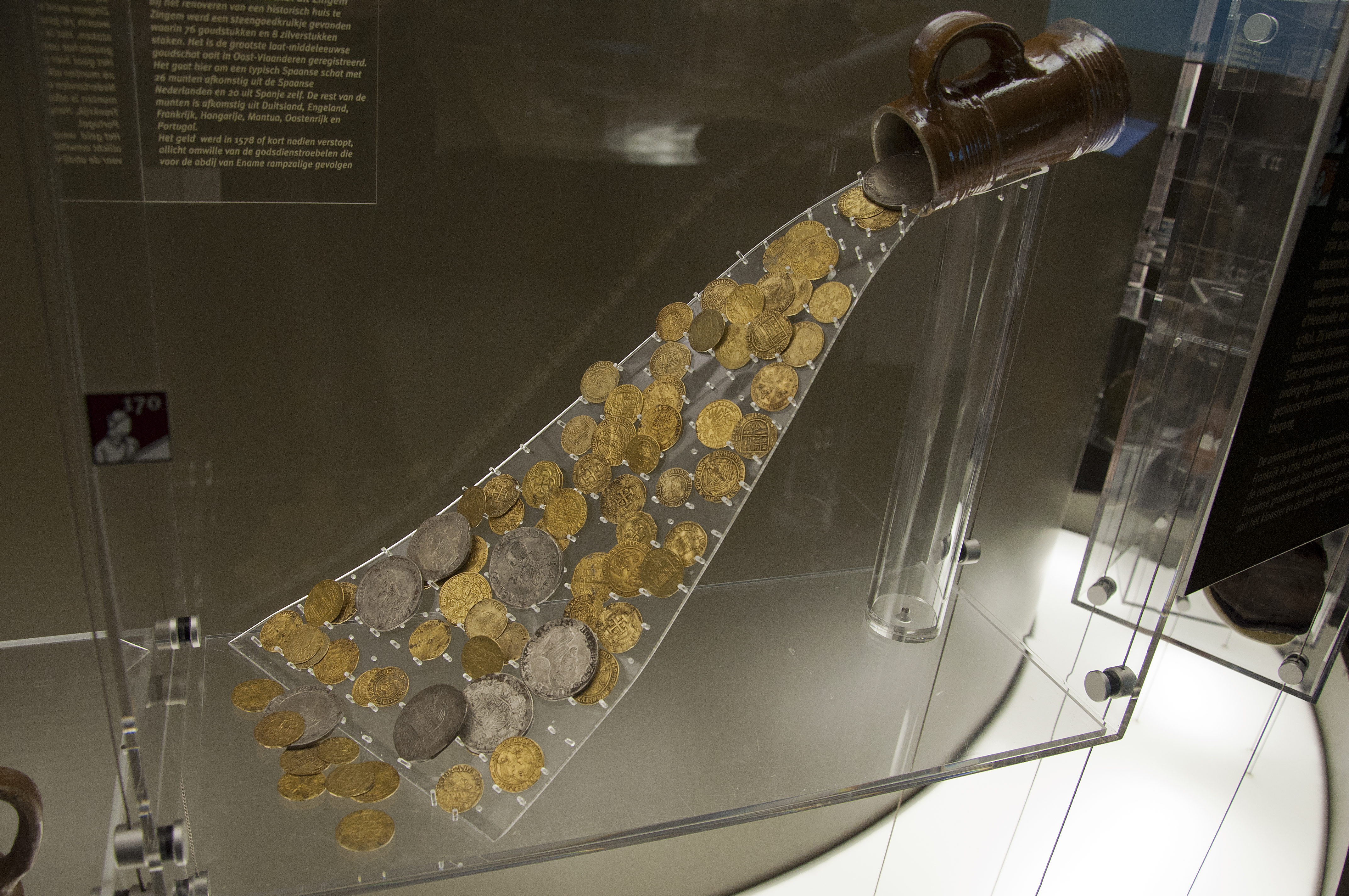
Muntschat van Zingem